# アンドレ・ボエト
アンドレ・ボエト（Andre Boite、フランス語: André Boite、1910年12月6日 - 2022年7月15日 ）は、フランスのスーパーセンテナリアン。フランス・アルプ＝マリティーム県在住の長寿の男性。ボエトのスペルはBouetteやBoeteなどと書かれることもある（後述）。

## 略歴
1910年12月6日、ジェヌリー出身で旅行者と家禽商人の仕事をしていたアンリ・ボエトと、ロワール＝エ＝シェール県出身のビクトリアー・ルージーのもとに生まれた。二人は1901年にヴィエルゾンで結婚している。1947年にアルジェ県ブザールアーでイヴェット・トロンス（1922年-2017年）と結婚し、3人の子供と少なくとも1人の孫娘と3人のひ孫をもうけた。
何世代にもわたり、家族の名前は「Boete」や「Boite」などと変わっており、1923年1月26日にブールジュ民事裁判所の命令によって修正されるまで、ボエトの生まれた名前である「Bouette」にもなっていたりと、何度も綴りを変更していた。

### 仕事の略歴
1939年頃にはすでに画家と装飾の仕事を行っており、当時はパリのテルヌ地区に住んでいた。第二次世界大戦中にドイツ義勇軍に従事したが捕虜になり、バイエルン州に送致された。その後1966年から2001年まではヴィルフランシュ＝シュル＝メールの観光案内所を監督していた。かつてはニースに住んでいた。
2022年7月15日、111歳221日で死去。

## 長寿記録
- 2021年12月15日、マルセル・メイズの死去により国内最高齢男性となる[8]。
- 同年4月5日、スタニスワフ・コワルスキーが死去したことにより、ヨーロッパ最高齢の男性となる[9]。
- 同年7月15日、111歳221日で死去。